# Ratanakiri Airport
Ratanakiri Airport är en flygplats i Kambodja.   Den ligger i provinsen Ratanakiri, i den östra delen av landet, 300 km nordost om huvudstaden Phnom Penh. Ratanakiri Airport ligger 328 meter över havet.
Terrängen runt Ratanakiri Airport är huvudsakligen platt, men västerut är den kuperad. Runt Ratanakiri Airport är det ganska glesbefolkat, med 38 invånare per kvadratkilometer. Närmaste större samhälle är Ban Lŭng, 1,0 km norr om Ratanakiri Airport. I omgivningarna runt Ratanakiri Airport växer huvudsakligen savannskog.